# Liste des personnages des dialogues de Platon
Les dialogues de Platon mettent en scène de nombreux personnages ; ceux qui jouent les rôles les plus importants dans la discussion donnent souvent leur nom au dialogue.

## Les différents types de personnage
On présente dans cette section une liste thématique des personnages. 
Comme certains personnages des dialogues sont des individus historiques pouvant faire l'objet d'un article à part, on ne donnera ici que leurs caractéristiques dans la mesure où elles intéressent la compréhension dramatique et philosophique des œuvres de Platon.

### Les jeunes gens
La présence de jeunes garçons dans les dialogues (les plus jeunes ont, comme Lysis, l'âge de jouer aux osselets) est l'occasion pour Socrate de manifester une très forte attirance érotique tout en subvertissant la pédérastie grecque : il ne s'agit pas de rechercher des faveurs sexuelles, mais de détourner l'attention du jeune garçon de la survalorisation grecque du corps vers cette réalité plus importante qu'est l'âme. Les rencontres de Socrate avec ses plus jeunes interlocuteurs se font surtout dans le cadre de la palestre, haut lieu de la culture grecque du corps.

#### Adimante
Frère de Platon, il apparaît dans La République.
Comme son frère Glaucon, Adimante est décrit par Platon, dans La République, comme un interlocuteur sincère et de bonne volonté. Il est soucieux de faire progresser la discussion. Il est donc un exemple de l'influence bénéfique que Socrate a pu avoir sur une jeunesse disposée à la recherche de la sagesse.

### Les disciples de Socrate

#### Disciples qui ont mal tourné
Platon présente des personnages qui sont des disciples ou au moins des proches de Socrate qui ont pu se trouver influencé par sa pensée, et en même temps des individus particulièrement connus pour leurs crimes ou pour leur importance néfaste dans l'histoire des cités grecques. C'est pourquoi, Socrate fut accusé d'avoir formé des politiciens ambitieux.
Conformément au caractère apologétique du dialogue socratique, Platon montre par exemple que Critias et Alcibiade ne comprennent en fait pas grand-chose aux exhortations de Socrate à se connaître soi-même et à l'importance de ce précepte pour devenir un bon gouvernant.

##### Alcibiade
Alcibiade est l'un des personnages qui apparaissent le plus dans les dialogues : dans le Premier Alcibiade, le Second Alcibiade, le Protagoras et Le Banquet.

##### Charmide
Oncle de Platon, il apparaît dans le dialogue qui porte son nom. Il est mentionné dans le Protagoras et Le Banquet.
Platon le dépeint comme le jeune homme le plus beau et le plus sage de sa génération, suscitant l’admiration amoureuse des jeunes et des vieux. Au cours du dialogue, Charmide fait preuve de modestie et est capable de progresser dans la sagesse, sous la conduite de Socrate qui met en lumière ce qui fait défaut à Charmide : non pas la sagesse, mais la connaissance de soi. S'il parvenait à cette dernière, il ferait sans aucun doute un bon gouvernant.
Un tel portrait pose un problème, car Charmide fut l'un des collaborateurs des Trente Tyrans, ce qui soulignerait donc la responsabilité de Socrate, d'autant plus que Xénophon confirme que ce dernier encouragea Charmide à faire de la politique. Pourquoi Platon fait-il un tel portrait de Charmide, alors que ce portrait peut être compris comme une accusation contre Socrate ? Certains commentateurs ont proposé de voir dans la différence entre le personnage de Charmide et celui de Critias, ainsi que dans leur relation, la solution à ce problème : Critias, contrairement à Charmide, est incapable de comprendre que la connaissance de soi équivaut à se connaître en tant qu'âme et il ne se prête pas à la réfutation socratique qui pourrait lui faire prendre conscience de ses opinions erronées. Aussi, ce que le dialogue semble suggérer, c'est que Charmide fut conduit par son tuteur Critias à leur destin funeste, tandis que Socrate n'a pas eu l'occasion d'exercer suffisamment sur lui son influence bénéfique.

## Liste de tous les personnages
Rangé par ordre alphabétique. Les personnages donnant leur nom à un dialogue sont suivis d'un *. Les dialogues d'apparition des personnages sont précisés entre parenthèses sauf dans les cas où le seul dialogue d'apparition porte le même nom que le personnage.
- Haut – A
- B
- C
- D
- E
- F
- G
- H
- I
- J
- K
- L
- M
- N
- O
- P
- Q
- R
- S
- T
- U
- V
- W
- X
- Y
- Z

### A
- Adimante (La République, Parménide)
- Agathon
- Alcibiade (Premier Alcibiade, Second Alcibiade)
- Anytos (Ménon, cité dans l'Apologie de Socrate)
- Aristodème de Cydathénéon
- Aristophane
- Aspasie

### C
- Callias (Protagoras)

Callias, riche notable athénien dans la maison duquel a lieu le dialogue, est le fils d’Hipponicos, qui a remporté contre les Béotiens la victoire de Tanagra en -426. Lui-même occupe des fonctions militaires au cours de la guerre de Corinthe. Sa fonction dans le dialogue se résume à encourager les autres à parler.
- Calliclès (Gorgias)

Personnage ayant vraisemblablement été inventé par Platon pour incarner la position radicalement opposée à la philosophie bien que certains éléments notamment ceux montrant qu'il a eu des liens avec des personnes (réelles) connues de Platon pourraient laisser à penser qu'il a vraiment existé.
- Céphale de Syracuse (La République)

Céphale est un commerçant syracusain, modèle d'une vie respectueuse des lois. Il reçoit Socrate dans sa maison du Pirée. Il est le père de Lysias, orateur ayant proposé ses services pour défendre Socrate lors de son procès, et de Polémarque. Figure importante dans la République de Platon, il présente le visage d'un homme libéré des passions du corps et intéressé par la recherche philosophique. 
- Charmide

Charmide est l’oncle de Platon, puisqu’il est le frère de Périctionè, la mère de l’auteur. Platon le dépeint comme le jeune homme le plus beau et le plus sage de sa génération, suscitant l’admiration amoureuse des jeunes et des vieux. Aimé et protégé par son cousin Critias, qui se fait son tuteur puis lui confie la préfecture du Pirée, il mourra avec lui lors du même incident de rue.
- Charmantide (La République)

Originaire  du dème de Péanie, c'est un disciple d'Isocrate
- Chéréphon (Gorgias)

Chéréphon est un ami et grand admirateur de Socrate. Résolument démocrate, il s’exilera pendant les deux années de règne des Trente Tyrans et rentrera à Athènes par la suite. D’un tempérament notoirement exalté, il ne vivra cependant pas assez vieux pour assister au procès de son ami, et ne joue dans le dialogue qu’un rôle marginal.
- Clinias, dit le Crétois (Les Lois).
- Critias* (Charmide)

Critias est le neveu de Glaucon, le grand-père de Platon. Il est représenté dans le dialogue sous les traits d’un homme fait, d’une trentaine d’années. Réputé habile discoureur, auteur de plusieurs traités de morale, il deviendra le plus célèbre des Trente Tyrans, laissant le souvenir d’un dirigeant cruel, cupide et sanguinaire. Il mourra lors d’une banale bataille de rue contre des démocrates, près du Pirée, en – 404. L’une des accusations portées plus tard contre Socrate vient de ses relations avec ce personnage.
- Criton

- Ctésippe

Ctésippe, du dème de Péanie, est un jeune disciple des sophistes, ami d’Hippothalès et cousin de Ménexène. Il manifeste une certaine raillerie condescendante à l’égard des sentiments que ressent son camarade pour Lysis. Ce personnage apparaît également dans l’Euthydème. On sait enfin de lui que, tout comme Ménexène, il assista à la mort de Socrate ;

### D
- Diotime

### E
- Éryximaque (Le Banquet)
- Esclave de Ménon (Ménon)
- Étranger d'Elée (Le Sophiste, Politique)
- Étranger d'Athènes (Lois)
- Eudicos (Hippias mineur)

Eudicos est l’hôte d’Hippias à Athènes. Il admire son ami, et son rôle dans le dialogue, marginal, consiste à relancer parfois la conversation en encourageant le sophiste à répondre aux questions de Socrate. Il est difficile d’établir si ce personnage a réellement existé. Il apparaît en réalité plus probable qu’il ait été imaginé par l’auteur : son nom signifie « Bonne justice » (eu-dicos) en grec, et il sert donc peut-être simplement à établir un contraste symbolique avec Hippias.
- Euthyphron

Euthyphron est un personnage obscur mais semblant avoir réellement existé, comme il est de règle chez les personnages mis en scène par Platon. Les faits rapportés dans le dialogue qui porte son nom sont sans doute eux-mêmes exacts, et bien connus par les Athéniens de l’époque : en tant que devin réputé intraitable dans le domaine de la droiture et de la piété, il aurait traduit son propre père en justice pour avoir laissé mourir au fond d’une fosse un de ses ouvriers, lequel venait par ailleurs d’assassiner quelqu’un. Il est difficile de dire si cet Euthyphron correspond au personnage du même nom présent dans le Cratyle, mais rien ne semble a priori y faire objection.

### G
- Glaucon (La République)
- Gorgias

### H
- Hermocrate (Critias)
- Hippias d'Élis* (Hippias mineur, Hippias majeur)

- Hippocrate (Protagoras)

Il s’agit d’un simple ami de Socrate, à ne pas confondre avec son homonyme Hippocrate de Cos, fondateur de la médecine. C'est lui qui a amené Socrate à Protagoras, lui faisant éloge de sa science.
- Hippothalès (Lysis)

Hippothalès, fils d’Hiéronyme, n’est connu que par ce dialogue. Le jeune garçon se caractérise par le puissant désir qu’il éprouve pour son camarade Lysis. Il ne souffle pas un mot dans la partie principale du dialogue, de peur d’importuner son bien-aimé, et sert au lecteur d’exemple concret au thème de la discussion ;

### I
- Ion*

Ion est un rhapsode, c'est-à-dire un artiste allant de ville en ville pour réciter des poèmes épiques à la population. Il est originaire de la cité d'Éphèse, sous domination athénienne. Ion vient de remporter le prix de la récitation aux Jeux Asclépiens pour son excellente connaissance d'Homère, et en tire une incommensurable vanité, que Socrate va s'atteler à démonter progressivement. Ce personnage, hors son apparition dans le dialogue de Platon qui porte son nom, nous est totalement inconnu. Il peut avoir réellement existé tout comme il peut être né de l'imagination de Platon en vue de caricaturer l'ensemble des rhapsodes.

### K
- Khairéphon voir Chéréphon plus haut à la lettre C

### L
- Lachès*

Lachès, fils de Mélanopos, est un autre général athénien, un peu moins illustre que Nicias et doté par la plume de Platon d’un tempérament plus sanguin et néanmoins très sympathique. Il a notamment commandé, en 427 av. J.-C., l’expédition que les Athéniens ont envoyé au secours des Léontins. En 424, il participe à la bataille de Délion et doit battre en retraite aux côtés de Socrate, dont il loue la grande vaillance. Il est l’instigateur de la trêve d’un an en 423, puis meurt à Mantinée en 418.
- Lysimaque (Lachès)

Lysimaque est surtout connu pour être le fils d’Aristide le Juste, le grand homme d’État. Il a baptisé son propre fils du nom d’Aristide, dans l’espoir que le jeune homme connaisse un aussi glorieux destin que son grand-père. Se présentant dans le dialogue comme un vieil ami du défunt Sophronisque, le père de Socrate, il prie ce dernier de bien vouloir l’aider à perfectionner l’éducation de son fils ;
- Lysis*

Lysis, un jeune garçon charmant semblant paré de toutes les vertus physiques et morales, est le fils de Démocrate d’Aixonè. Il a pour meilleur ami Ménexène, et pour admirateur secret Hippothalès.

### M
- Mélèsias (Lachès, Ménon, Sur la Vertu, Théagès)

Mélèsias ne joue qu’un rôle marginal dans le dialogue, et sert surtout de pendant à son ami Lysimaque. Lui aussi est le fils d’un personnage très célèbre, l’orateur Thucydide, et lui aussi a baptisé son fils du nom de son grand-père ;
- Mélétos, poète ; il est l'un des accusateurs principaux de Socrate

- Ménexène (Lysis)

Ménexène, cousin de Ctésippe et grand ami de Lysis ; il a la réputation d’un jeune garçon intelligent sachant manier les idées. Il manque encore, en réalité, d’un peu de maturité, et ne sait pas rivaliser avec la dialectique de Socrate ;
- Ménon, aristocrate thessalien, membre de la famille des Aleuades

- Mégille (Lois)

### N
- Nicias (Lachès)

Nicias est un célèbre général athénien ayant œuvré pendant la guerre du Péloponnèse. Il devient, après la mort de Périclès, la personnalité la plus en vogue à Athènes. Dépeint dans le dialogue comme un interlocuteur sage, cultivé et modéré, il s’oppose sans succès au projet d’expédition en Sicile, qui tourne au fiasco et détruit sa réputation ;

### P
- Parménide
- Pausanias
- Phédon
- Phèdre, présent dans le Banquet ainsi que dans le dialogue éponyme.
- Philèbe

- Polos

Rhéteur sicilien, disciple de Licymnios de Chios et sectateur de Gorgias, dont Platon parle dans son dialogue Phèdre (267c).
- Prodicos

Prodicos, de l’île de Céos, est un sophiste représentant le mouvement des synonymistes. Son personnage, lui aussi, apparaît assez peu, mais suffisamment tout de même pour donner l’occasion à Platon de railler sa manie d’établir de subtiles distinctions entre des mots très proches.
- Protagoras

Protagoras, originaire de la cité d’Abdère, était un sophiste particulièrement réputé. Ses longs voyages à travers la Grèce, la Sicile et l’Italie lui permirent de dispenser son immense savoir à qui voulait en bénéficier, ce qui le rendit très riche. Il soutenait notamment, à l’encontre de Socrate, que « l'homme est la mesure de toute chose », une thèse niant donc l’existence de valeurs supérieures et immuables.

### S
- Socrate (la plupart des dialogues)

### T
- Théétète d'Athènes (Théétète)
- Théodore (Politique)
- Thrasymaque (La République)
- Timée

### X
- Xanthippe (Phédon)